# بابونه تاجدار
بابونه تاجدار، بابونه حوض سلطانی (نام علمی: Anthemis hemistephana) نام یک گونه از سرده بابونه است.